# 1303
Il 1303 (MCCCIII in numeri romani) è un anno  del XIV secolo.

## Eventi
- 20 maggio - A seguito del Trattato di Parigi avviene la restituzione del ducato di Guyenna da parte di Filippo il bello al re inglese che in cambio riconosce i doveri di vassallaggio.
- 8 agosto - Il terremoto di Creta, con una magnitudo di circa 8 Mw, colpisce la zona del mar Egeo e del mar di Levante, causando ingenti danni materiali e migliaia di vittime.
- La città di Canne viene annessa da Carlo II d'Angiò al territorio della città di Barletta.
- L'isola di Arwad, ultimo presidio latino Outremer, viene rioccupata dai mamelucchi.
- Papa Bonifacio VIII arrestato ad Anagni e portato a Gaeta per ordine di Filippo IV Il bello. Durante la prigionia il papa muore.
- Filippo IV il bello convoca gli stati generali.
- Fondazione dell'Università La Sapienza di Roma.

## Nati
- 12 luglio - Hugh de Courtenay, II conte di Devon, nobile inglese († 1377)
- Azzo da Correggio, condottiero italiano
- Brigida di Svezia, religiosa e mistica svedese († 1373)
- Hōjō Takatoki, politico giapponese († 1333)
- Fra Moriale, condottiero francese († 1354)
- Agnese Pico, nobile italiana († 1340)
- Fantina Polo, nobildonna italiana
- Pietro de' Rossi, condottiero italiano († 1337)
- Cunegonda di Orlamünde, religiosa tedesca († 1382)

## Morti
- 8 febbraio - Lotteringo Gherardini, politico italiano
- 4 marzo - Teodora Ducas Vatatzina, imperatrice bizantina
- 5 marzo - Daniele di Russia, nobile russo (n. 1261)
- 17 marzo - Ottone IV di Borgogna, nobile
- 19 maggio - Ivo Hélory, presbitero francese (n. 1253)
- 6 luglio - Ottone VI di Brandeburgo, nobile tedesco (n. 1264)
- 30 luglio - Tommaso Andrei, vescovo cattolico italiano
- 8 agosto - Enrico di Castiglia, principe e mercenario spagnolo (n. 1230)
- 18 agosto - Gentile Stefaneschi Orsini, vescovo cattolico italiano
- 7 settembre - Gergely Bicskei, arcivescovo cattolico ungherese
- 12 settembre - Obizzo Sanvitale, vescovo cattolico italiano
- 11 ottobre - Papa Bonifacio VIII, papa e cardinale italiano
- 27 ottobre - Beatrice di Castiglia e Guzmán, sovrana (n. 1242)
- 1º novembre - Ugo XIII di Lusignano, nobile francese (n. 1259)
- 3 novembre - Elisabetta di Sicilia, religiosa e nobile italiana (n. 1261)
- 21 novembre - Filippo da Casaloldo, vescovo cattolico italiano
- 25 novembre - Beatrice d'Ornacieux, religiosa francese
- 18 dicembre - Filippo dei Bonacolsi, vescovo cattolico italiano
- Hedwig d'Asburgo, nobile tedesca (n. 1253)
- Ivan Asen III di Bulgaria, sovrano bulgaro
- Nicola Castroceli, vescovo cattolico italiano
- Costantino Ducas di Tessaglia, nobile bizantino
- Alessandro Guidi di Romena, nobile
- Marco II Sanudo, duca
- Peire Pelet, trovatore francese
- Procopio di Ustjug, religioso e santo russo
- Dino Rosoni, giurista italiano (n. 1253)
- Pere I de Santcliment, politico e funzionario spagnolo
- Ghino di Tacco, brigante italiano

## Calendario
| Calendario 1303 | Calendario 1303 | Calendario 1303 | Calendario 1303 | Calendario 1303 | Calendario 1303 | Calendario 1303 | Calendario 1303 | Calendario 1303 | Calendario 1303 | Calendario 1303 | Calendario 1303 | Calendario 1303 | Calendario 1303 | Calendario 1303 | Calendario 1303 | Calendario 1303 | Calendario 1303 | Calendario 1303 | Calendario 1303 | Calendario 1303 | Calendario 1303 | Calendario 1303 | Calendario 1303 | Calendario 1303 | Calendario 1303 | Calendario 1303 | Calendario 1303 | Calendario 1303 | Calendario 1303 | Calendario 1303 | Calendario 1303 | Calendario 1303 |
| --------------- | --------------- | --------------- | --------------- | --------------- | --------------- | --------------- | --------------- | --------------- | --------------- | --------------- | --------------- | --------------- | --------------- | --------------- | --------------- | --------------- | --------------- | --------------- | --------------- | --------------- | --------------- | --------------- | --------------- | --------------- | --------------- | --------------- | --------------- | --------------- | --------------- | --------------- | --------------- | --------------- |
|                 | 1               | 2               | 3               | 4               | 5               | 6               | 7               | 8               | 9               | 10              | 11              | 12              | 13              | 14              | 15              | 16              | 17              | 18              | 19              | 20              | 21              | 22              | 23              | 24              | 25              | 26              | 27              | 28              | 29              | 30              | 31              |                 |
| Gennaio         | Ma              | Me              | Gi              | Ve              | Sa              | Do              | Lu              | Ma              | Me              | Gi              | Ve              | Sa              | Do              | Lu              | Ma              | Me              | Gi              | Ve              | Sa              | Do              | Lu              | Ma              | Me              | Gi              | Ve              | Sa              | Do              | Lu              | Ma              | Me              | Gi              |                 |
| Febbraio        | Ve              | Sa              | Do              | Lu              | Ma              | Me              | Gi              | Ve              | Sa              | Do              | Lu              | Ma              | Me              | Gi              | Ve              | Sa              | Do              | Lu              | Ma              | Me              | Gi              | Ve              | Sa              | Do              | Lu              | Ma              | Me              | Gi              |                 |                 |                 |                 |
| Marzo           | Ve              | Sa              | Do              | Lu              | Ma              | Me              | Gi              | Ve              | Sa              | Do              | Lu              | Ma              | Me              | Gi              | Ve              | Sa              | Do              | Lu              | Ma              | Me              | Gi              | Ve              | Sa              | Do              | Lu              | Ma              | Me              | Gi              | Ve              | Sa              | Do              |                 |
| Aprile          | Lu              | Ma              | Me              | Gi              | Ve              | Sa              | Do              | Lu              | Ma              | Me              | Gi              | Ve              | Sa              | Do              | Lu              | Ma              | Me              | Gi              | Ve              | Sa              | Do              | Lu              | Ma              | Me              | Gi              | Ve              | Sa              | Do              | Lu              | Ma              |                 |                 |
| Maggio          | Me              | Gi              | Ve              | Sa              | Do              | Lu              | Ma              | Me              | Gi              | Ve              | Sa              | Do              | Lu              | Ma              | Me              | Gi              | Ve              | Sa              | Do              | Lu              | Ma              | Me              | Gi              | Ve              | Sa              | Do              | Lu              | Ma              | Me              | Gi              | Ve              |                 |
| Giugno          | Sa              | Do              | Lu              | Ma              | Me              | Gi              | Ve              | Sa              | Do              | Lu              | Ma              | Me              | Gi              | Ve              | Sa              | Do              | Lu              | Ma              | Me              | Gi              | Ve              | Sa              | Do              | Lu              | Ma              | Me              | Gi              | Ve              | Sa              | Do              |                 |                 |
| Luglio          | Lu              | Ma              | Me              | Gi              | Ve              | Sa              | Do              | Lu              | Ma              | Me              | Gi              | Ve              | Sa              | Do              | Lu              | Ma              | Me              | Gi              | Ve              | Sa              | Do              | Lu              | Ma              | Me              | Gi              | Ve              | Sa              | Do              | Lu              | Ma              | Me              |                 |
| Agosto          | Gi              | Ve              | Sa              | Do              | Lu              | Ma              | Me              | Gi              | Ve              | Sa              | Do              | Lu              | Ma              | Me              | Gi              | Ve              | Sa              | Do              | Lu              | Ma              | Me              | Gi              | Ve              | Sa              | Do              | Lu              | Ma              | Me              | Gi              | Ve              | Sa              |                 |
| Settembre       | Do              | Lu              | Ma              | Me              | Gi              | Ve              | Sa              | Do              | Lu              | Ma              | Me              | Gi              | Ve              | Sa              | Do              | Lu              | Ma              | Me              | Gi              | Ve              | Sa              | Do              | Lu              | Ma              | Me              | Gi              | Ve              | Sa              | Do              | Lu              |                 |                 |
| Ottobre         | Ma              | Me              | Gi              | Ve              | Sa              | Do              | Lu              | Ma              | Me              | Gi              | Ve              | Sa              | Do              | Lu              | Ma              | Me              | Gi              | Ve              | Sa              | Do              | Lu              | Ma              | Me              | Gi              | Ve              | Sa              | Do              | Lu              | Ma              | Me              | Gi              |                 |
| Novembre        | Ve              | Sa              | Do              | Lu              | Ma              | Me              | Gi              | Ve              | Sa              | Do              | Lu              | Ma              | Me              | Gi              | Ve              | Sa              | Do              | Lu              | Ma              | Me              | Gi              | Ve              | Sa              | Do              | Lu              | Ma              | Me              | Gi              | Ve              | Sa              |                 |                 |
| Dicembre        | Do              | Lu              | Ma              | Me              | Gi              | Ve              | Sa              | Do              | Lu              | Ma              | Me              | Gi              | Ve              | Sa              | Do              | Lu              | Ma              | Me              | Gi              | Ve              | Sa              | Do              | Lu              | Ma              | Me              | Gi              | Ve              | Sa              | Do              | Lu              | Ma              |                 |